# Soproni-medence

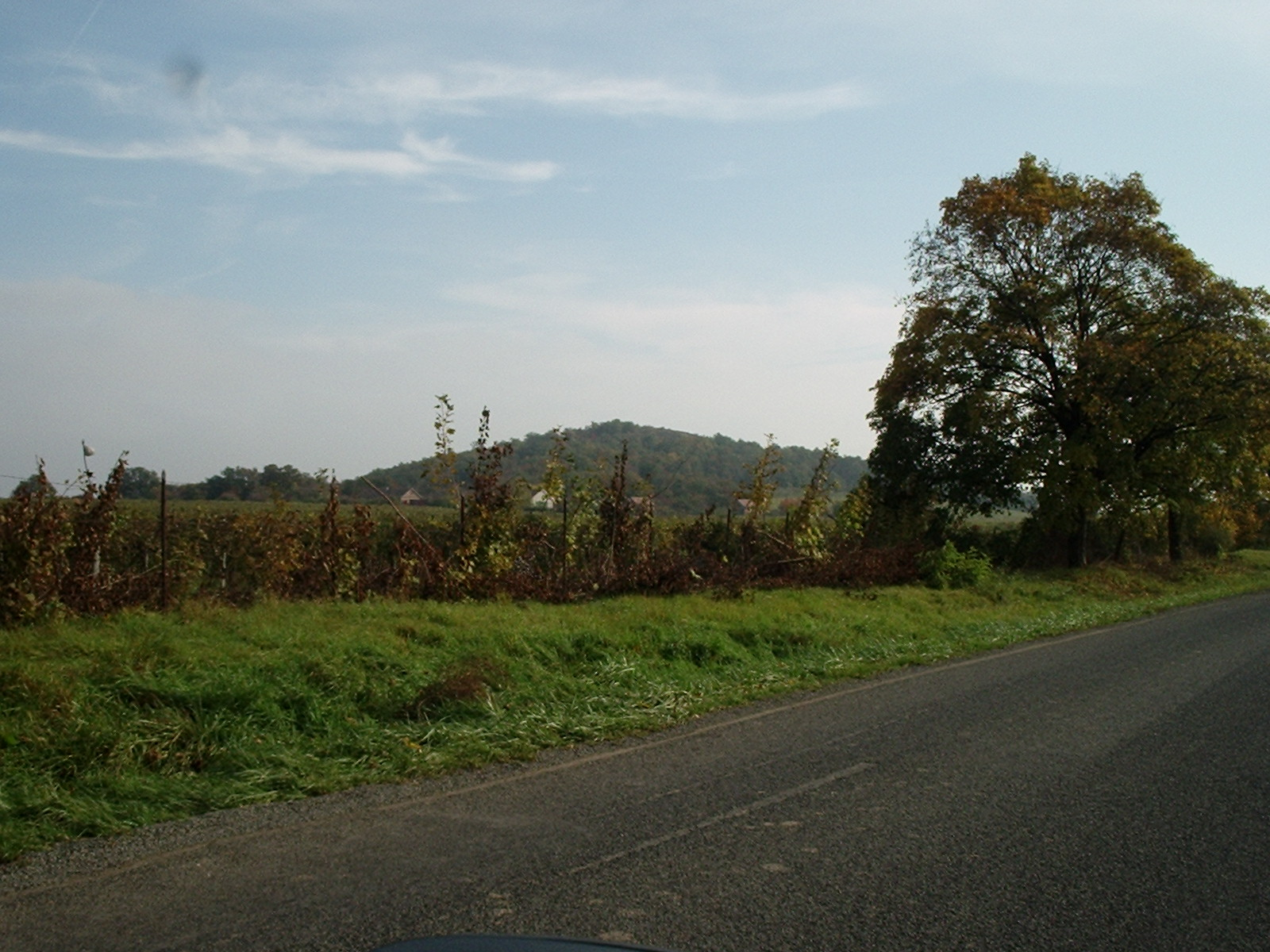
A Harkai-csúcs

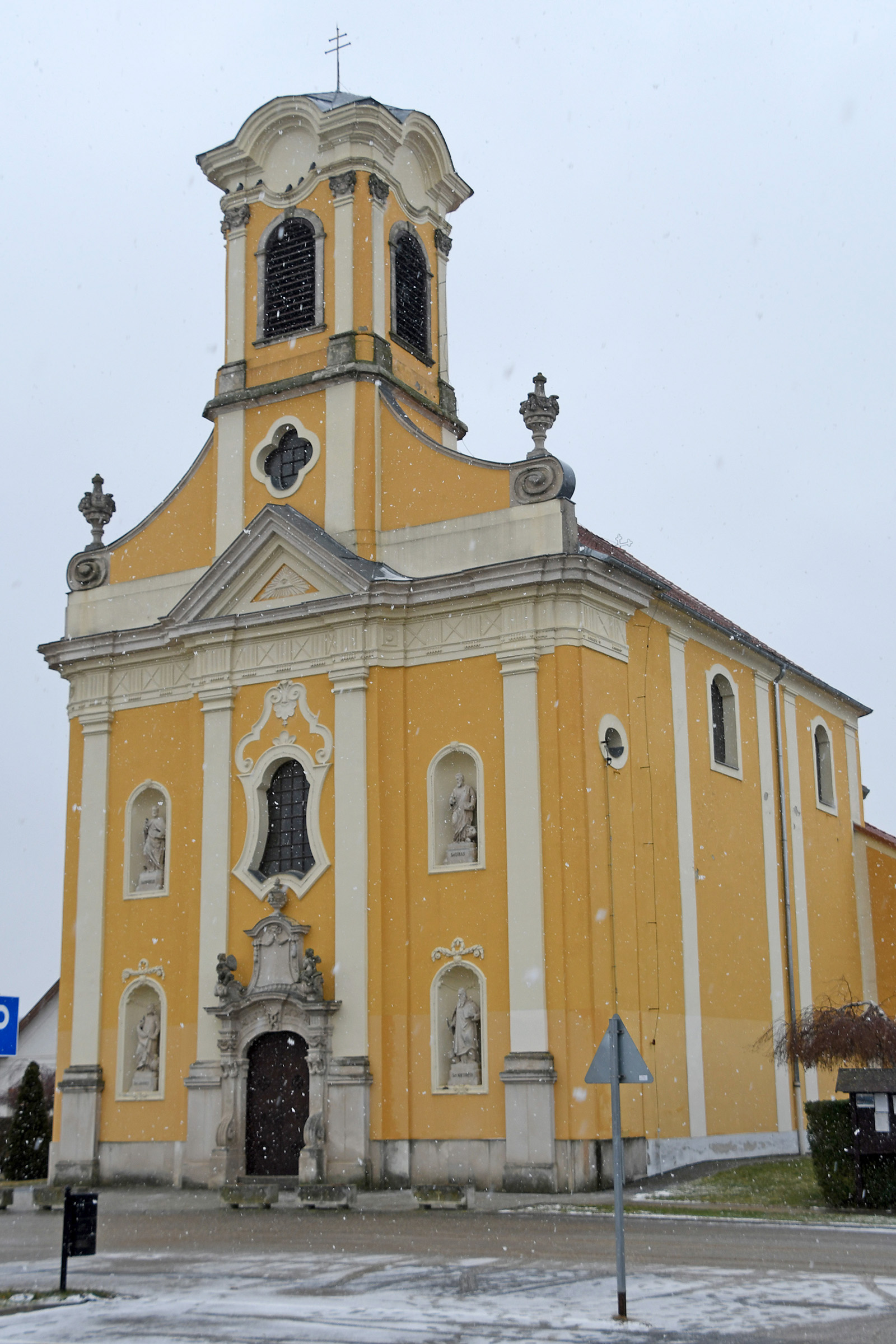
A Lorettói Fekete Mária-kegyhely Kópházán

A Soproni-medence (németül Ödenburger Becken) az Alpokalja egyik kistája Győr-Moson-Sopron vármegye, illetve az ausztriai Burgenland területén. A magyarországi részét tekintve 56 km²-es területű kistáj az Ikva felső szakaszának süllyedékes medencéje, amelyet északkeletről a Fertőmelléki-dombság, délkeletről az Ikva-sík, délnyugatról a Soproni-hegység, északnyugatról pedig a Vulka-medence határol. A kistájon terül el Sopron városának belterületi része.

## Földtan és domborzat
A Soproni-medence a Soproni-hegységtől és a Fertőmelléki-dombságtól közrezárt, azokkal földtani szempontból azonban egy szerkezeti egységbe tartozó süllyedékes medence. Az északnyugat–délkeleti tengelyű medence tektonikus eredetét támasztják alá a Soproni-hegység felőli peremén a kristályos pala, a Fertőmelléki-dombság felőli szerkezeti vonalon pedig a szarmata mészkő jelentős, helyenként 25°-os rétegdőlései. A földtörténeti ókorban kristályos palából felépülő alaphegység a miocén során feldarabolódott, egyszersmind a későbbi Soproni-hegység kőzettömegétől eltérően a törésvonalak mentén erősen meg is süllyedt. Előbb a harmadidőszakban bádeni agyag üledék települt az alapkőzetre, majd erre az újpleisztocén időszakban az Ős-Ikva építette fel kavicstakaróját. A kainozoikumi eljegesedés során erre további vályogos, löszös üledékek rakódtak.
Az Ikva folyásának megfelelően északnyugat–délkeleti irányban enyhén lejtő medence felszíne kevésbé tagolt. A Vulka-medencével érintkező, kiteresedő északnyugati – már Ausztria területére eső – részén, az Ikva forrásvidékén kavicstakarós vízválasztó hátság alakult ki, s ezen a területen néhány tanúhegy is megmaradt, ahogy délkeleten a Harkai-kúp paleozóos kristályospala-kibukkanása. A délkeleti irányban keskenyedő medencét végül szűk völgynyílásban hagyja el az Ikva az Ikva-sík felé. Átlagos tengerszint feletti magassága 240 méter, legmagasabb pontja Ágfalvánál (351 m), legalacsonyabb pontja Kópházánál (158 m) található. A Soproni-medence teljes területe az Ikva vízgyűjtője, melynek a Soproni-hegységből lefutó fontosabb mellékágai a Rák-patak, a Kecske-patak, a Liget-patak és a Sós-patak.

## Éghajlat
A kistáj klímája mérsékelten hűvös, az évi középhőmérséklet 9,5–9,8 °C között alakul, a délkeleti peremvidék átlaghőmérséklete rendszerint 0,5 °C-kal meghaladja az északabbra fekvő területekét. Az évi napsütötte órák száma nem haladja meg az 1800-at, ebből a nyári negyedévre kb. 690 óra esik. Csapadékosság tekintetében a kistáj a mérsékelten száraz és a mérsékelten nedves területek határzónáján fekszik. A kistáj egészére vetített éves csapadékmennyiség átlaga 640–660 mm között mozog, az északnyugati területekre hulló csapadék azonban ezt a mennyiséget rendszerint meghaladja. A legtöbb egynapi csapadékot Sopronban mérték (103 mm). Az uralkodó szélirány az északnyugati.

## Talaj és növényzet
A Soproni-medence uralkodó talajtípusa a magasabban fekvő, völgyperemi területeket borító agyagbemosódásos barna erdőtalaj, a kistáj Magyarországra eső területének 65%-át ez fedi. A löszös üledékre települt erdőtalaj ugyan jó vízgazdálkodású, de kémhatása enyhén savanyú, harmadidőszaki üledékeken pedig erősen savanyú, így mezőgazdasági termelésre csak korlátozottan alkalmas. A medence alacsonyabban fekvő területei az Ikva árterét alkotják, így a kistáj egyharmadának talaját kedvezőbb termékenységű réti talajok (26%) és nyers öntéstalajok (9%) adják.
A természetes növénytakarót a medence keleti és déli peremvidékén cseres-kocsánytalantölgyesek, a nyugati határsávban gyertyános-kocsánytalantölgyesek adták, míg a kistáj központi részeire ligeterdők, gyepek, valamint foltokban láperdők és egyéb mocsári növénytársulások voltak jellemzők. Napjainkra az emberi tevékenység jelentősen átalakította a természetes vegetációt. A kistáj sűrűn települt, regionális közlekedési és ipari központ (Sopron), csupán mutatóban maradtak meg korábban kiterjedt láprétek, mészkerülő sziklai növénytársulások (Harkai-kúp) vagy természetes erdők (Kópháza térségében). A még beépítetlen területek java része jellegtelen gyep, magaskórós vagy pionírerdő.
Védett területei az Ikva-patak menti természetvédelmi terület, a Bécsi-domb természetvédelmi terület és a soproni botanikus kert.
| Területhasznosítás* | Terület    | Területarány |
| ------------------- | ---------- | ------------ |
| Lakott terület      | 1 336,2 ha | 23,8%        |
| Szántó              | 2 123,5 ha | 37,9%        |
| Kert                | 205,5 ha   | 3,7%         |
| Szőlő               | 547,8 ha   | 9,8%         |
| Rét, legelő         | 1 089,5 ha | 19,4%        |
| Erdő                | 301,0 ha   | 5,4%         |
| Vízfelszín          | 2,2 ha     | 0,1%         |

* A területhasznosítási adatok a kistáj Magyarországra eső területére vonatkoznak.

## Népesség
A magyarországi Soproni-medence lakossága 57 962 fő (2001). Területének mintegy egynegyede lakott terület, népsűrűsége kiugróan magas (1035,0 fő/km²). A kistájra esik a regionális központi szerepet betöltő Sopron város belterületi része (a hozzá tartozó Balf, Brennbergbánya és Sopronkőhida nem a Soproni-medencében fekszik), emellett három 1500–2000 lélekszámú település: Ágfalva, Harka és Kópháza.
A 2001. évi népszámlálás szerint a lakosság 69,4%-a római katolikus, emellett számottevő evangélikus (7,4%), kisszámú református (3,0%) és görögkatolikus (0,3%) él a kistájon. A 96,6%-os részarányt kitevő magyarok mellett horvát (1,6%; Kópháza lakosságának 46%-a) és német (1,4%; Ágfalván 7%) kisebbség él a kistájon.